# Аквія-Гарбор (Вірджинія)
Аквія-Гарбор (англ. Aquia Harbour) — переписна місцевість (CDP) в США, в окрузі Стаффорд штату Вірджинія. Населення — 6836 осіб (2020).

## Географія
Аквія-Гарбор розташована за координатами 38°27′33″ пн. ш. 77°22′48″ зх. д. / 38.45917° пн. ш. 77.38000° зх. д. (38.459234, -77.380104).  За даними Бюро перепису населення США в 2010 році переписна місцевість мала площу 8,06 км², з яких 7,37 км² — суходіл та 0,70 км² — водойми.

## Демографія
Згідно з переписом 2010 року, у переписній місцевості мешкало 6727 осіб у 2223 домогосподарствах у складі 1914 родин. Густота населення становила 834 особи/км².  Було 2300 помешкань (285/км²).
Расовий склад населення:
| - 84,8 % — білих - 7,7 % — чорних або афроамериканців - 2,2 % — азіатів - 0,6 % — корінних американців - 0,1 % — вихідців з тихоокеанських островів - 1,3 % — осіб інших рас |

До двох чи більше рас належало 3,3 %. Частка іспаномовних становила 7,3 % від усіх жителів.
За віковим діапазоном населення розподілялося таким чином: 27,1 % — особи молодші 18 років, 64,8 % — особи у віці 18—64 років, 8,1 % — особи у віці 65 років та старші. Медіана віку мешканця становила 40,0 року. На 100 осіб жіночої статі у переписній місцевості припадало 98,7 чоловіків;  на 100 жінок у віці від 18 років та старших — 98,1 чоловіків також старших 18 років.
Середній дохід на одне домашнє господарство  становив 132 972 долари США (медіана — 120 200), а середній дохід на одну сім'ю — 138 983 долари (медіана — 134 688). Медіана доходів становила 86 734 долари для чоловіків та 60 427 доларів для жінок. За межею бідності перебувало 1,8 % осіб, у тому числі 2,1 % дітей у віці до 18 років та 2,1 % осіб у віці 65 років та старших.
Цивільне працевлаштоване населення становило 3634 особи. Основні галузі зайнятості: публічна адміністрація — 24,5 %, науковці, спеціалісти, менеджери — 21,0 %, освіта, охорона здоров'я та соціальна допомога — 14,1 %, мистецтво, розваги та відпочинок — 10,3 %.